# 池田定常
池田 定常（いけだ さだつね）は、江戸時代中期から後期にかけての大名。因幡国若桜藩5代藩主。官位は従五位下縫殿頭。号は冠山。松平冠山と呼ばれることもある。

## 生涯
1000石の旗本・池田政勝の次男として誕生した。幼名は鐵之助、恒次郎。安永（1773年）、先代の若桜藩主・池田定得が嗣子無くして病死した。定得は遺言として、旗本の池田政勝の子・定常を跡継ぎに指名していたため、それに従って定常が家督を継ぐこととなった。
定常は謹厳実直で聡明だったため、小大名ながら諸大名からその存在を知られた。また、教養や文学においても深い造詣を示し、佐藤一斎や谷文晁、塙保己一、林述斎らと深く交流した。そのため、毛利高標（佐伯藩）や市橋長昭（近江国仁正寺藩）らと共に「柳の間の三学者」とまで呼ばれた。享和2年（1802年）11月、家督を長男・定興に譲って隠居した。隠居後も学者や文学者と交流し、著作活動や研究に力を注いでいる。
定常は政治家としても有能であるが、どちらかというと文学者として高く評価されている。定常の著作である『論語説』や『周易管穂』、『武蔵名所考』や『浅草寺志』は、当時の儒学や古典、地理などを知る上で貴重な史料と高い評価を受けている。寛政8年から翌9年に記した巡見日記が『駿河めぐり』として中川芳雄により翻刻されている。文政6年には、自らの前世を語った勝五郎という農民の少年の元を訪れ『児子再生前世話』（勝五郎再生前生話）を記した。
天保4年（1833年）7月13日に死去した。享年67。法号は停雲院冠山。墓所は東京都墨田区の弘福寺、鳥取県鳥取市国府町奥谷の鳥取藩主池田家墓所。

## 人物
父の政勝は定常が幼くして若桜藩の藩主になったとき、教育係の神戸与五郎と高橋平五左衛門の2人に、「大名になったからと言って甘やかすな。定常を大名と思わず、旗本と思って厳しく教育せよ。贅沢などはもってのほかだ」と言い聞かせている。定常は父の言葉をよく守り、死ぬまで大名だからといって贅沢な暮らしはしなかった。

## 系譜
- 父：池田政勝（1709年 - 1782年）
- 母：朝倉氏
- 養父：池田定得（1754年 - 1773年）
- 正室：なし
- 室：柿沼氏
  - 長男：池田定興（1791年 - 1807年）
  - 六男：池田定保（1805年 - 1847年） - 池田定興の養子
- 側室：お妙の方
  - 十六女：松平露（1817年 - 1822年） - 露姫、浄観院、玉露童女
- 生母不明の子女
  - 女子：徽子 - 徽姫、青木一貞継室
  - 女子：煕子
  - 女子：奉姫 - 池田喜長室
  - 女子：恵子
  - 女子：茄子
  - 男子：恭之助
  - 男子：力三郎
  - 男子：千之丞
  - 男子：池田常久
  - 女子：昌子
  - 八女：鎮子 - 鎮姫、織田信陽正室
  - 男子：池田定足
  - 女子：房子
  - 女子：奉子 - 池田政富の養女、池田政行正室